# Licania vasquezii
Licania vasquezii är en tvåhjärtbladig växtart som beskrevs av Ghillean `Iain' Tolmie Prance. Licania vasquezii ingår i släktet Licania och familjen Chrysobalanaceae. IUCN kategoriserar arten globalt som sårbar. Inga underarter finns listade i Catalogue of Life.